# 魹ヶ埼灯台
魹ヶ埼灯台（とどがさきとうだい）は、本州最東端の岩手県宮古市の重茂半島東側の魹ヶ崎（北緯39度32分54秒 東経142度04分19秒 / 北緯39.54833度 東経142.07194度）に位置する灯台である。魹ヶ埼大根照射灯（航路標識番号 1648）が付属している。
「魹」の字がJIS第3水準漢字（機種依存文字）であることから、「トドヶ埼灯台」と表記されることもある。

## 特徴
北海道に向かう船舶にとって、大きな目印になる灯台であり、三陸海岸にある灯台の中でも一際明るい。南から魹ヶ埼灯台を過ぎると、間もなく宮古湾が大きく口を開け、夜になると、湾奥に美しい宮古市の夜景を見ることができる。
1957年（昭和32年）に発表された映画『喜びも悲しみも幾歳月』（木下惠介監督）は、魹ヶ埼灯台で7年間を過ごした灯台守の妻である田中キヨの手記をもとに製作された。
日本の灯台50選の認定を受けている。

## 歴史
- 1902年（明治35年）3月1日 - 初点灯（鉄骨造）、併せて霧笛設置し吹鳴開始[2][3]
- 1915年（大正4年）6月17日 - 燭光数変更[4]
- 1932年（昭和7年）2月11日 - 無線方位信号所業務開始（無線標識・無線羅針）[5]
- 1945年（昭和20年）
  - 日時不詳 - 太平洋戦争で破壊
  - 11月9日 - 仮灯点灯[6][7]
- 1946年（昭和21年）
  - 1月20日 - 仮灯消灯[8]
  - 1月31日 - 仮灯復旧[9]
  - 9月27日 - 灯質、燭光数、光達距離変更[10]
- 1948年（昭和23年）3月29日 - 燭光数、光達距離変更[11]
- 1950年（昭和25年）6月23日 - 再建（コンクリート造）し点灯、霧信号業務も再開[3][12]
- 1951年（昭和26年）
  - 5月15日 - 船舶気象通報放送開始、偶数時の13分から15分まで[13]
  - 12月1日 - 暴風標識信号所設置[14]
- 1966年（昭和41年）3月 - 宮古市の職員が宿直により管理するようになる
- 1996年（平成8年）3月 - 完全自動化により無人化[3]
- 2011年（平成23年）3月11日 - 東日本大震災で損傷[15]
- 2016年（平成28年）9月30日 - ラジオ放送による船舶気象通報がこの日を以て廃止[16]

## 交通アクセス
灯台まで車道は開通しておらず、姉吉キャンプ場付近から自然歩道を徒歩3.8 km、約1時間10分程度の道のりである。はじめ、標高110 mまで一気に登り、あとはほぼ平坦な道が灯台まで続く。熊が出没するため、対策グッズが必要である。キャンプ場と灯台敷地内にトイレあり。

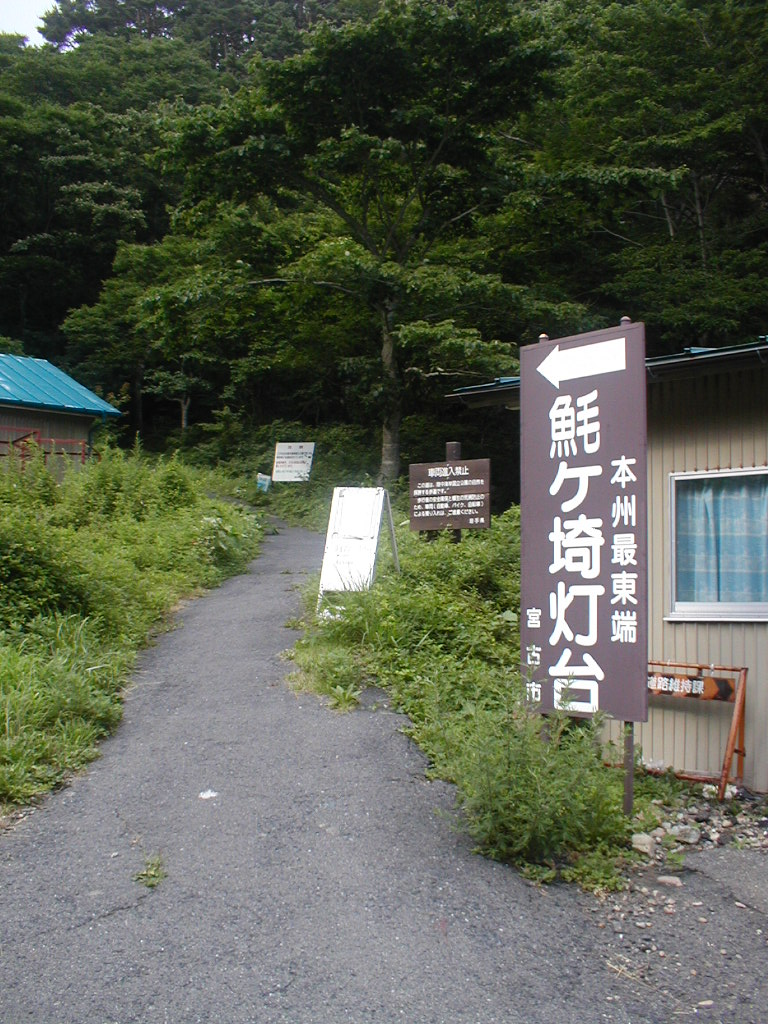
魹ヶ埼灯台入口 （2004年8月）
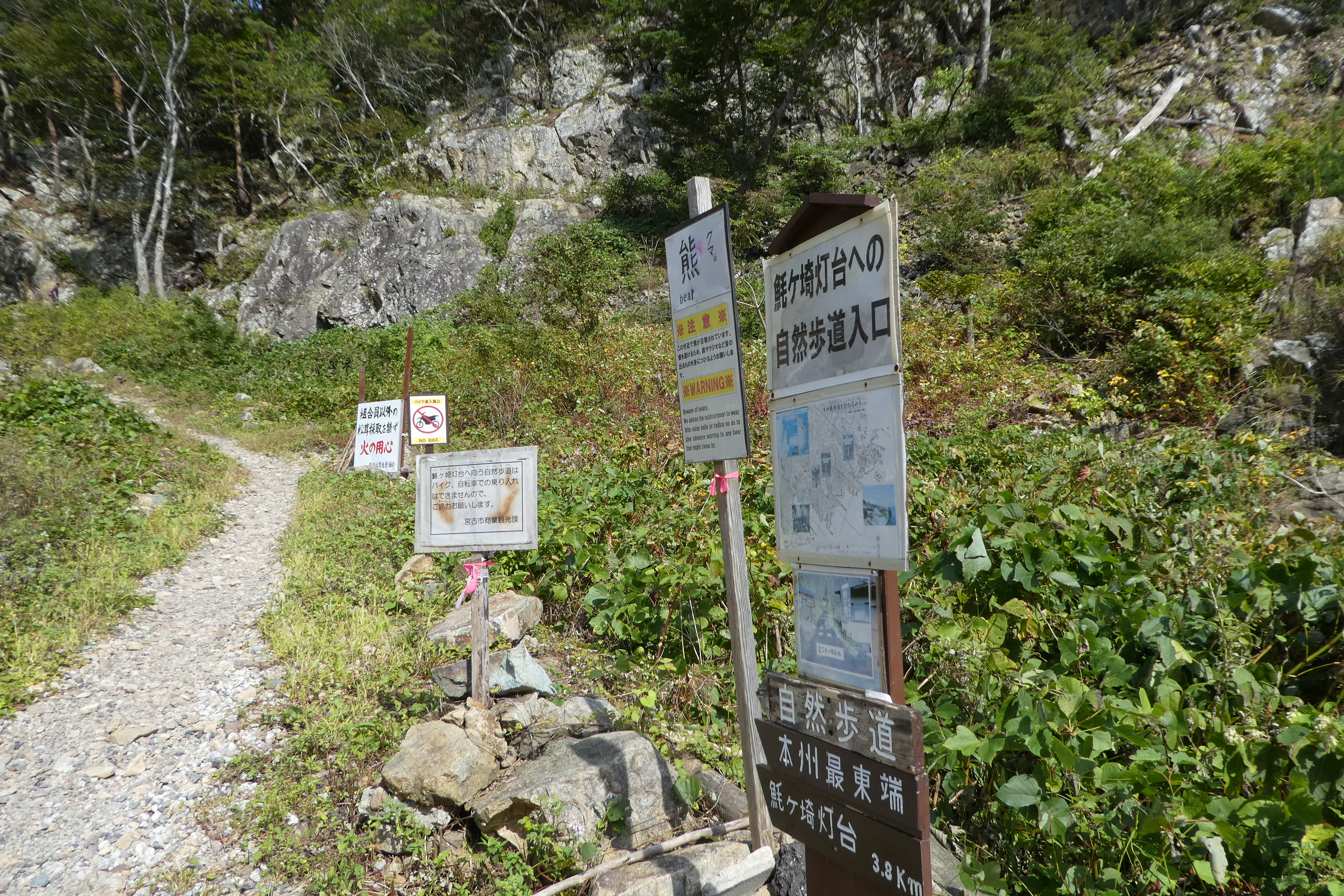
魹ヶ埼灯台入口 （2017年10月）